# Równina Augustowska
Równina Augustowska (842.74) – mezoregion fizycznogeograficzny w północno-wschodniej Polsce (woj. podlaskie), wchodzący w skład Pojezierza Litewskiego.
Region jest równiną sandrową, której powierzchnia w granicach Polski wynosi ok. 1170 km². Nachylona jest od północy (ok. 190 m n.p.m. w okolicy Suwałk) w kierunku południowym (ok. 120 m n.p.m. w okolicach Augustowa).

## Położenie
Od północy Równina Augustowska graniczy z Pojezierzem Wschodniosuwalskim, od zachodu z Pojezierzem Zachodniosuwalskim i Pojezierzem Ełckim, od południa z Kotliną Biebrzańską. Na wschodzie równinę przecina granica państwowa z Litwą i Białorusią.
Administracyjnie większość równiny leży w pow. augustowskim, zaś północne fragmenty znajdują się w powiatach suwalskim i sejneńskim. Na południowo-zachodnim krańcu położone jest jedyne miasto na równinie – Augustów. Większe wsie położone na równinie to: Giby, Nowinka i Płaska.
Według regionalizacji przyrodniczo-leśnej Polski Równina Augustowska położona jest w Krainie Mazursko-Podlaskiej w dwóch mezoregionach: Wigier i Rospudy oraz Puszczy Augustowskiej.
Pod względem historyczno-geograficznym równina leży na obszarze Suwalszczyzny. Do III rozbioru Polski w 1795 przez równinę przebiegała na rzece Netcie granica między Koroną Królestwa Polskiego a Wielkim Księstwem Litewskim. Większość równiny znajdowała się w woj. trockim Wielkiego Księstwa, zaś południowo-zachodni fragment w woj. podlaskim Korony.

## Mikroregiony
Równina Augustowska dzieli się na 5 mikroregionów (podział Andrzeja Richlinga z 1985):
- Obniżenie Suwalskie (842.741) – położone wzdłuż biegu Czarnej Hańczy do jej ujścia w jeziorze Wigry, powstało jako szlak odpływu lodowcowo-rzecznego w fazie pomorskiej.
- Pagórki Augustowskie (842.742) – strefa brzeżna sandru ciągnąca się na zachód i południowy zachód od Wigier, gdzie wśród piasków pojawiają się kępy gliny morenowej i zatorfione wytopiska, oprócz Wigier większym jeziorem jest tam Blizno.
- Równina Frąckowska (842.743) – zajmuje północną część Równiny Augustowskiej, w 90% pokrytej borami sosnowymi i mieszanymi i przeciętej doliną Czarnej Hańczy poniżej jej wypływu z Wigier.
- Równina Studzieniczna (842.744) – zajmuje południową część doliny w okolicach Augustowa, znajdują się na niej liczne jeziora.
- Równina Mikaszewska (842.745) – znajduje się we wschodniej części równiny, oprócz pokrywy piaszczystej gdzieniegdzie wynurzają się kępy gliny morenowej, lasy zajmują 93% obszaru.

## Geologia

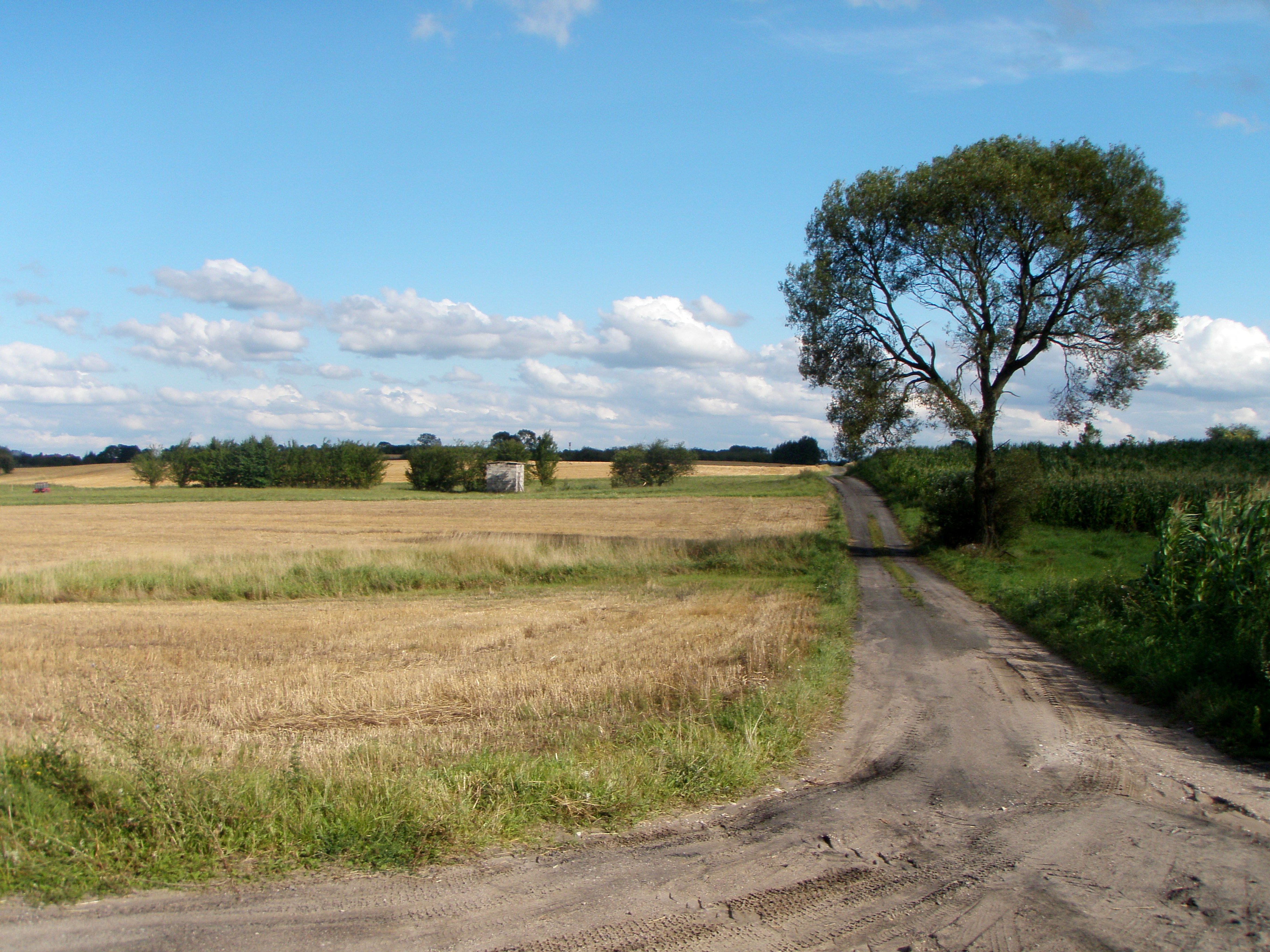
Równinny krajobraz w Augustowie

Równina Augustowska leży na Wyniesieniu mazursko-suwalskim, będącym częścią prekambryjskiej platformy wschodnioeuropejskiej. Równina jest rozległym, słabo urozmaiconym sandrem poligenetycznym (utworzonym z różnego rodzaju osadów w różnym czasie). Północna jej część została usypana przez wody topniejącego lądolodu w okresie fazy Wigier i stadiału pomorskiego zlodowacenia bałtyckiego, zaś środkowa i południowa przez wody topniejącego lądolodu stadiału Leszna. Na wysokości Augustowa występuje szereg jezior rynnowych ułożonych równoleżnikowo. Gdzieniegdzie na równinie znajdują się niewielkie obszary o bardziej urozmaiconej rzeźbie z utworami i formami z okresu recesji lądolodu stadiału Leszna. W porównaniu do Pojezierza Wschodniosuwalskiego i Zachodniosuwalskiego krajobraz równiny charakteryzuje się złagodzeniem i zniszczeniem rzeźby z powodu dłuższego oddziaływania klimatu peryglacjalnego w okresach interglacjalnych ostatniego zlodowacenia (faza Wigier, stadiał pomorski i schyłek plejstocenu).
Na obszarze równiny występują formy charakterystyczne dla krajobrazu polodowcowego:
- rynna polodowcowa (np. jeziora Białe, Serwy)
- wytopisko (np. jezioro Kruglak)
- oz (np. półwyspy Dąbek i Lisi Ogon nad Jeziorem Białym)
- kem (np. okolice jezior Płaskie, Krejwelanek, Brożane)
- morena czołowa (np. okolice Sarnetek)

W wyniku działalności lądolodu na sandrze powstały złoża kruszywa mineralnego, szczególnie w północnej części równiny. Eksploatację złóż ułatwia ich położenie na powierzchni terenu, dzięki czemu można wydobywać je metodą odkrywkową.

## Klimat

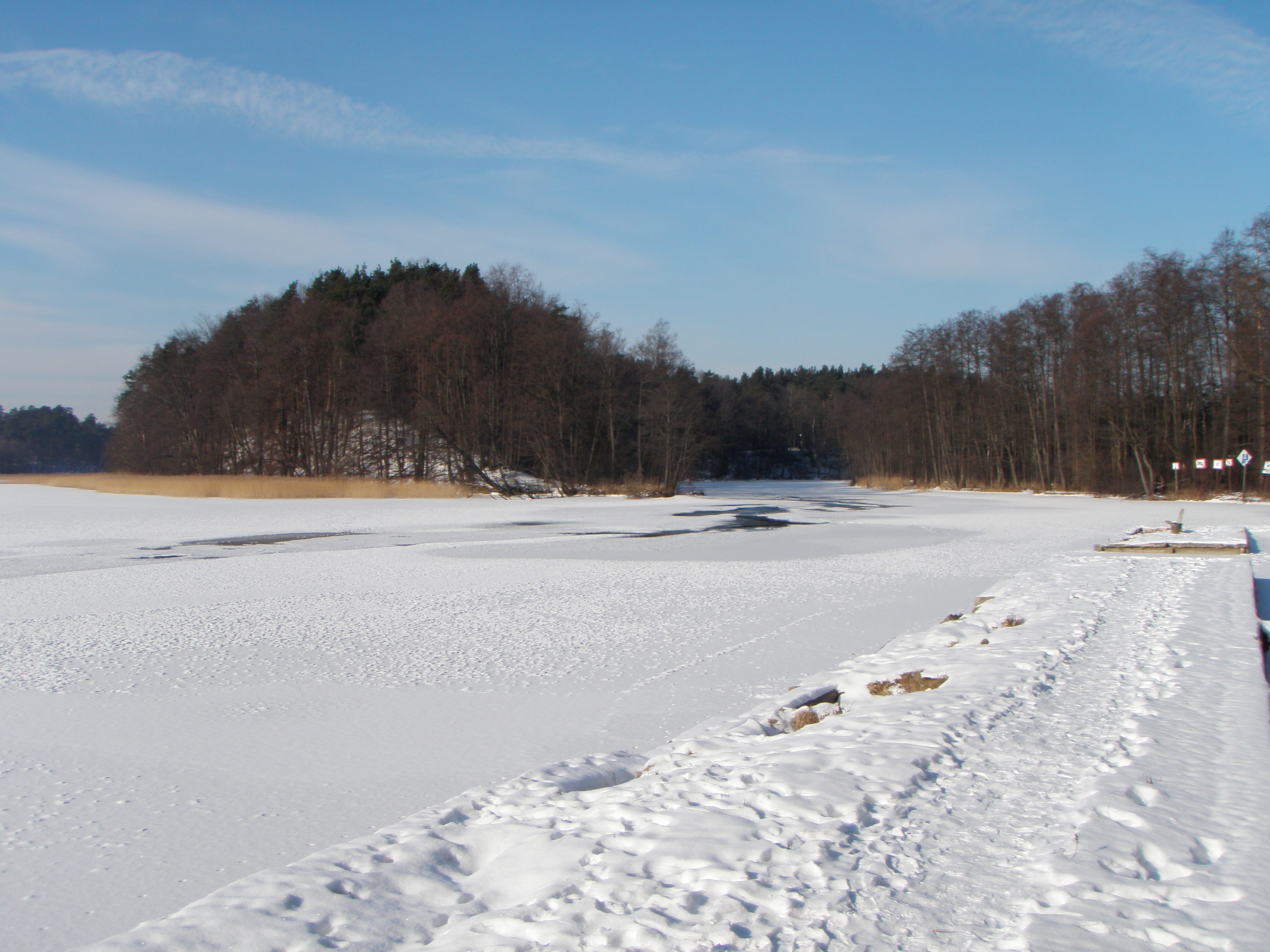
Zima nad jeziorem Necko

Klimat Pojezierza Litewskiego, w skład którego wchodzi Równina Augustowska, ma cechy klimatu kontynentalnego. Pojezierze to stanowi jeden z najchłodniejszych makroregionów nizinnej Polski z powodu stosunkowo ostrej i długiej zimy, której nie wyrównuje cieplejsze lato. Na Równinie Augustowskiej panują jednak nieco łagodniejsze warunki niż na położonym na północ od niej Pojezierzu Wschodniosuwalskim. Najbliższa stacja meteorologiczna znajduje się w Suwałkach, brak jest natomiast stacji na samej Równinie Augustowskiej, która umożliwiałaby bardziej szczegółową ocenę klimatu tego mezoregionu. W pobliskich Suwałkach średnia wieloletnia roczna temperatura wynosi 6,8 °C, zaś roczna amplituda temperatur – 22,9 °C. Średnia suma opadów atmosferycznych wynosi rocznie 576 mm. Pokrywa śnieżna zalega średnio 101 dni w roku. Okres wegetacyjny na równinie trwa 190–200 dni. Na klimat Równiny Augustowskiej wpływ ma obecność wielu zbiorników wodnych zmniejszających dobowe wahania temperatur i zwiększających możliwość występowania mgieł. Duże zalesienie mezoregionu stanowi ochronę przed silniejszymi wiatrami.

## Przyroda

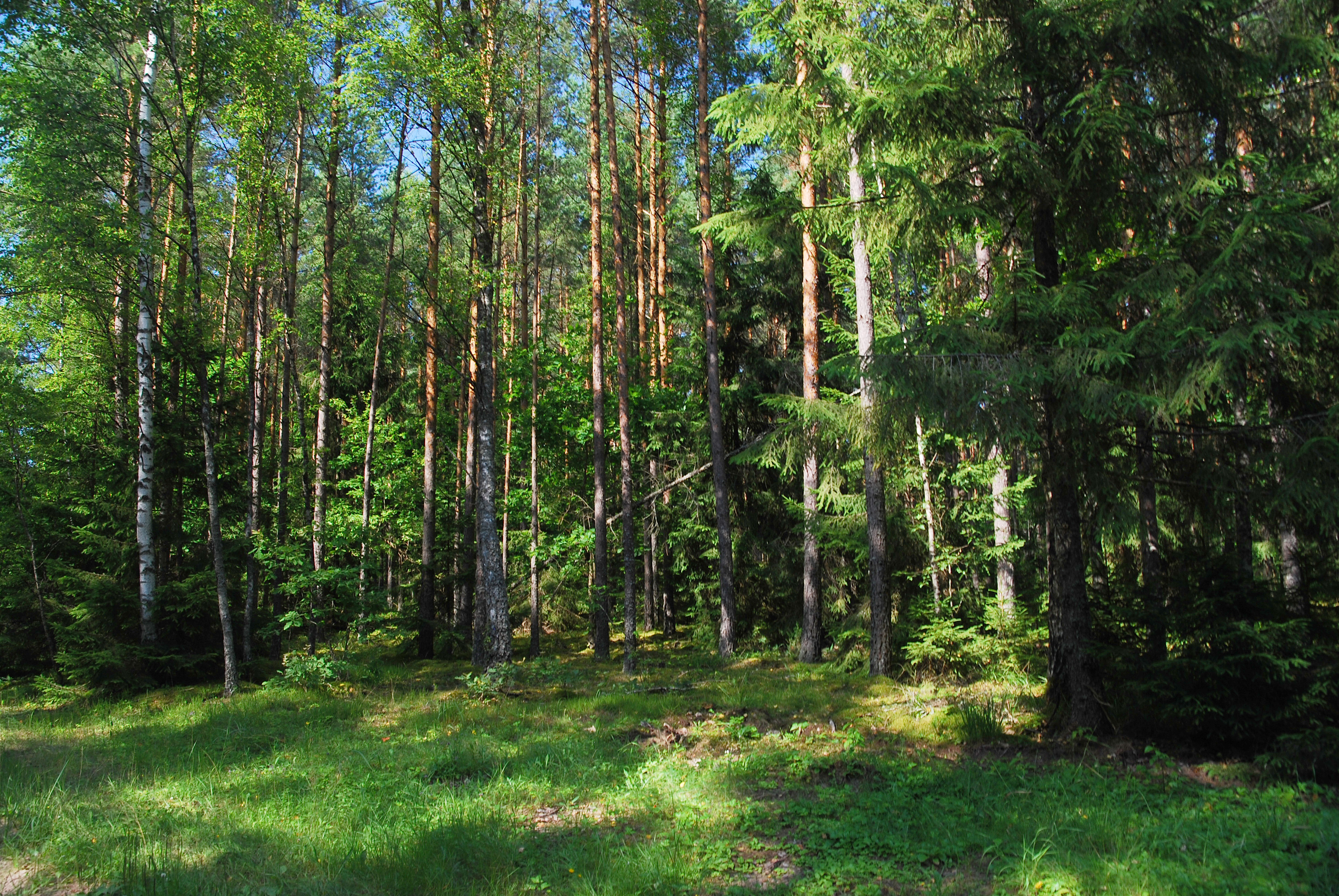
Puszcza Augustowska

### Gleby
Na terenie Puszczy Augustowskiej dominują gleby rdzawe, występują też gleby bielicowe, glejobielicowe, torfowe i płowe, zaś mniejszy udział mają gleby murszowe, murszowate, gruntowo-glejowe i brunatne. Północno-zachodnia część Puszczy Augustowskiej, w której występują piaski zwałowe i gliny, jest stosunkowo żyzna. Środkowa i południowa część puszczy pokryta jest piaskami sandrowymi z ubogimi glebami bielicowymi. W tej części występują też gleby torfowe. W sąsiedztwie rzek i jezior występują holoceńskie piaski, żwiry, mady rzeczne, torfy i namuły. W dolinie Rospudy znajdują się torfowiska, powstałe częściowo w wyniku sztucznych spiętrzeń rzeki. Na obszarach bezodpływowych tworzą się torfowiska wysokie i mszary.

### Lasy
Równina Augustowska jest mocno zalesiona. Większą jej część zajmuje Puszcza Augustowska. Gatunkiem dominującym w puszczy jest sosna zwyczajna (ok. 70%). W puszczy występuje również świerk pospolity, brzoza brodawkowata, olsza czarna i dąb szypułkowy, a w mniejszym stopniu także jesion wyniosły, topola osika, lipa, klon, grab, wiąz, modrzew, cis pospolity, topola. Charakterystycznym i wartościowym ekotypem sosny, występującym w puszczy, jest sosna augustowska, przystosowana do miejscowych warunków klimatycznych i glebowych.
Większość lasów Puszczy Augustowskiej stanowi własność Skarbu Państwa i zarządzana jest przez Regionalną Dyrekcję Lasów Państwowych w Białymstoku. Lasy znajdują się na terenie nadleśnictw: Augustów, Płaska, Szczebra, Głęboki Bród, Suwałki, Pomorze. Lasy wokół jeziora Wigry zarządzane są przez Wigierski Park Narodowy.

### Flora
W rezerwatach występują rzadkie gatunki roślin: obuwik pospolity (Brzozowy Grąd) i pióropusznik strusi (Glinki).

### Fauna
W lasach puszczy żyją rzadkie gatunki zwierząt, jak: wilk, ryś, wydra, bóbr, głuszec, cietrzew, bocian czarny, 18 gatunków ptaków drapieżnych (11 lęgowych): kania ruda, kania czarna, trzmielojad, bielik, błotniak stawowy, błotniak łąkowy, jastrząb, krogulec, myszołów zwyczajny, orlik krzykliwy, kobuz.
Ponadto w regionie występują ssaki, jak sarna, jeleń, łoś, dzik, borsuk, lis, kuna, zając bielak. Spotykane ptaki to m.in. łabędź niemy (jego miejsca lęgowe chronione są w rezerwacie Kolno), trzciniak, trzcinniczek, perkoz zausznik, mewa śmieszka, kaczka krzyżówka, żuraw, zimorodek.

### Ochrona przyrody
Rezerwaty przyrody położone na terenie Równiny Augustowskiej :
| Nazwa                                             | Rodzaj                          | Powierzchnia (ha) | Przedmiot ochrony |
| ------------------------------------------------- | ------------------------------- | ----------------- | --- |
| Bory nad Kanałem Augustowskim                     | leśny                           | 57,17             | walory krajobrazowe ców nad Kanałem Augustowskim                                                                                         |
| Brzozowy Grąd                                     | florystyczny                    | 0,08              | stanowisko obuwika pospolitego |
| Dolina Rospudy im. prof. Aleksandra Sokołowskiego | torfowiskowy                    | 261,56            | ekosystem torfowiskowy wraz z otaczającymi borami i lasami bagiennymi                                                                    |
| Glinki                                            | florystyczny                    | 1,81              | stanowisko pióropusznika strusiego |
| Jezioro Kalejty                                   | krajobrazowy                    | 740,67            | wartości przyrodnicze Jeziora Długiego i krajobrazu środkowej części Puszczy Augustowskiej                                               |
| Jezioro Kolno                                     | faunistyczny                    | 269,26            | miejsca lęgowe łabędzia niemego |
| Kozi Rynek                                        | leśny                           | 146,63            | naturalne drzewostany grądowe i łęgowe                                                                                                   |
| Kukle                                             | krajobrazowy                    | 313,54            | starodrzewy świerkowo-sosnowe, siedliska bagienne i zbiorowiska nieleśne w dolinie Marychy oraz jeziora dystroficzne z borami bagiennymi |
| Kuriańskie Bagno                                  | leśny                           | 1713,62           | obszar o unikatowej geomorfologii oraz naturalne zbiorowiska leśne                                                                       |
| Łempis                                            | leśny                           | 132,21            | ekosystemy leśne, wodne i torfowiskowe z rzadkimi gatunkami roślin i zwierząt                                                            |
| Mały Borek                                        | leśny                           | 90,53             | typy boru sosnowego z domieszką świerka                                                                                                  |
| Perkuć                                            | leśny                           | 209,82            | bór świerkowo-sosnowy |
| Pomorze                                           | leśny                           | 20,45             | drzewostan Puszczy Augustowskiej oraz grodzisko                                                                                          |
| Stara Ruda                                        | florystyczny leśno-torfowiskowy | 83,15             | źródliska Rudawki, łęg jesionowo-olszowy, bór torfowcowy                                                                                 |
| Starożyn                                          | leśny                           | 298,43            | różne rodzaje drzewostanów Puszczy Augustowskiej                                                                                         |
| Tobolinka                                         | wodny                           | 4,32              | jezioro dystroficzne z pływającymi wyspami                                                                                               |
| Wilkołuk                                          | leśny                           | 104,02            | torfowiska soligeniczne i nakredowe oraz zróżnicowane lasy i bory bagienne i wilgotne                                                    |

Na Równinie Augustowskiej znajdują się również częściowo Wigierski Park Narodowy i obszary chronionego krajobrazu: Dolina Rospudy, Puszcza i Jeziora Augustowskie. Równina leży w obrębie obszaru specjalnej ochrony ptaków „Puszcza Augustowska” i obszaru mającego znaczenie dla Wspólnoty „Ostoja Augustowska”, będących częściami sieci Natura 2000.

## Sieć wodna
Przez równinę przepływają m.in. rzeki Czarna Hańcza, Netta i Rospuda oraz Kanał Augustowski. Na jej obszarze znajdują się liczne jeziora. Największe z nich to: Wigry (w granicach równiny leży południowa część), Sajno, Białe Augustowskie, Necko, Serwy, Kalejty, Studzieniczne.
Na równinie znajduje się dział wodny między dorzeczem Wisły i Niemna. Większość obszaru, poprzez Czarną Hańczę, leży w zlewni Niemna, zaś rzeki Rospuda i Netta należą do zlewni Wisły. Dorzecza połączone są sztucznym przekopem, tzw. Kanałem Czarnobrodzkim, o długości ok. 8 km, położonym między śluzami Swoboda i Gorczyca, będącym częścią Kanału Augustowskiego.

## Kultura
Plenery Równiny Augustowskiej (Augustów, Puszcza Augustowska) były wykorzystywane m.in. w filmach fabularnych: Karate po polsku, Ostatni strzał, Śpiewy po rosie, Weekend z dziewczyną oraz serialach telewizyjnych: Czarne chmury, Lato leśnych ludzi. Władysław Ślesicki kręcił w Puszczy Augustowskiej nagradzane filmy dokumentalne: Płyną tratwy (opowieść o młodym chłopaku z Wojciecha pracującym przy spławie drewna) i Rodzina człowiecza (obraz surowego życia chłopskiej rodziny).